# 富士見町立富士見小学校
富士見町立富士見小学校（ふじみちょうりつ ふじみしょうがっこう）は、長野県富士見町富士見にある町立小学校。

## 地理
JR富士見駅から国道20号富士見峠交差点を経て、入笠山へ向かう途中、標高971mに位置し、風光明媚な環境にある。

## 立地
近くには、第29(18)代内閣総理大臣・犬養毅の「白林荘」という別荘、また、文人伊藤左千夫、尾崎喜八（白樺派）の記念碑が建立する「富士見公園」がある。

## 歴史
- 1955年（昭和30年）、富士見村・落合村・本郷村・境村が合併し同年4月1日富士見町が発足したのにあわせ、現在の富士見町立富士見小学校となる。学区に旧落合村の富里を加える。[要出典]
- 2012年（平成24年）3月31日、閉校した富士見町立落合小学校を統合。（長野県小学校の廃校一覧#諏訪郡の節参照。）

## 児童数
- 424人（令和2年度時点[1]）

## 教育方針
「ふるさとを大切に、自分をたかめ、未来をきりひらく」
- 『ふ』るさとをたいせつに
恵まれた自然や先人の文化にふれる中で、ふるさと『ふじみ』から学ぶ子
- 『じ』ぶんをたかめ
じぶんをきたえ（健康）、たかめる（学力向上）子
- 『み』らいをきりひらく
夢をもち、その実現にむけて取り組む子